# Eduard Bufé
Eduard Bufé (* 28. Juni 1898 in Münster; † 1. August 1982 in Rüthen) war ein deutscher Zeichner, Maler, Kunsterzieher und Architekt. Er wurde vor allem durch seine Zeichnungen zu ortsgeschichtlichen Themen und durch die historisierende Ausgestaltung von traditionellen Gastwirtschaften bekannt.

## Leben

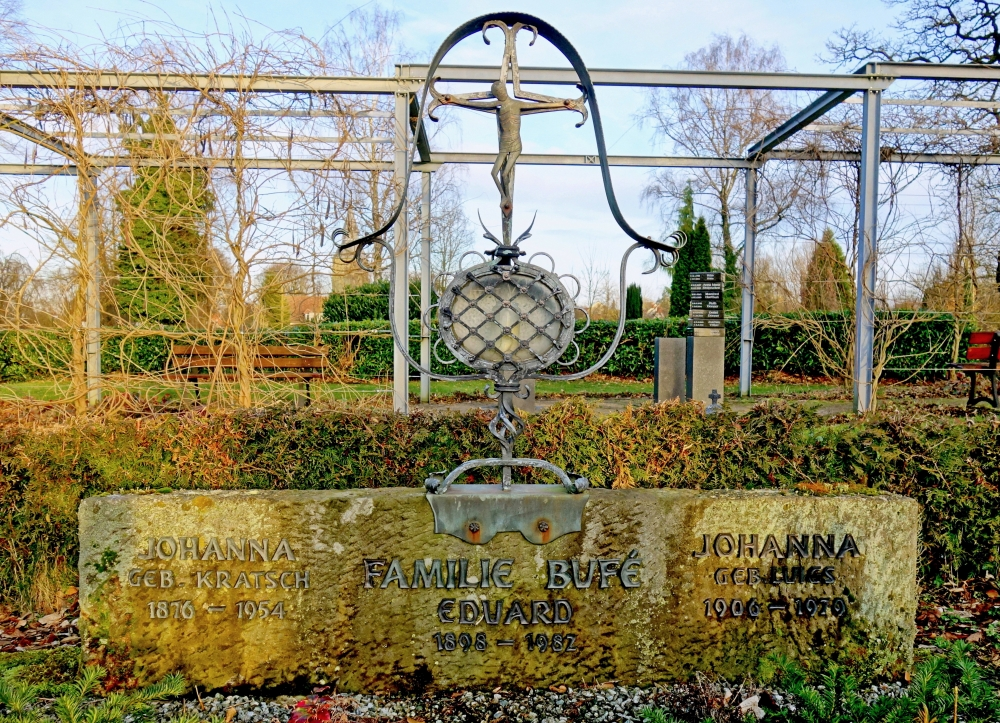
Grabmal der Familie Bufé auf dem Friedhof Rüthen. Das schmiedeeiserne Kreuz wurde von Eduard Bufé selbst entworfen.

Als Spross einer alten Hugenottenfamilie zu Münster geboren, besuchte er schon am Ende seiner Schulzeit an der Oberrealschule (heute: Johann-Conrad-Schlaun-Gymnasium) die dortige Kunstgewerbeschule. Das Abitur konnte der Kriegsteilnehmer erst 1919 ablegen. Anschließend folgte ein Kunststudium an der Akademie in Kassel, das er 1923 mit Auszeichnung abschloss.
Ein Auslandsstipendium für Italien machte ihn mit den Werken der Renaissance bekannt und prägte sein künstlerisches Weltbild. Nach seiner erfolgreich abgeschlossenen Ausbildung zum Zeichenlehrer an Höheren Schulen war er an der Oberrealschule in Münster als Lehrer tätig. Da in der Zeit der Arbeitslosigkeit eine dauerhafte schulische Anstellung nicht erreichbar war, machte er sich mit den vielfältigen künstlerischen Arbeiten, vor allem auf dem Gebiet der Architektur, einen Namen. Sein großes Vorbild war Johann Conrad Schlaun, der bedeutende Barockbaumeister aus Münster. Das Innere eines Raumes war ihm grundsätzlich wichtiger als das Äußere. Die räumliche und bildliche Ausgestaltung historischer Gaststätten mit adäquatem Interieur, bei dem er bis zur schmiedeeisernen Laterne alles selbst entwarf, wurde seit den 1930er Jahren seine Domäne. Insbesondere in Münster, Dortmund, Soest und Bonn führt er im Auftrage einer großen Brauerei bedeutende Renovierungen durch. 1935 erhält er eine hohe belgische Auszeichnung für die Gestaltung des Standes der Dortmunder Union-Brauerei auf der Brüsseler Weltausstellung.
Nachdem sein Elternhaus bei der Bombardierung Münsters zerstört worden war und er ins Sauerland ausgesiedelt wurde, fand er 1943 eine Anstellung als Kunsterzieher am Gymnasium Petrinum in Brilon. Er wurde in Rüthen ansässig, wo er seine Frau kennengelernt hatte. Zunehmend wurden ab dieser Zeit auch die Städte seiner Wahlheimat – Bufé war seit 1966 auch Kunsterzieher am Rüthener Gymnasium – in seinen Wirkungskreis einbezogen: Brilon und Rüthen, aber auch Belecke, Lippstadt und Warstein boten ihm reizvolle Projekte für seine architektonischen und malerischen Ambitionen. Bekannter noch in der Öffentlichkeit wurde er durch seine Zeichnungen zu ortsgeschichtlichen Themen. Das historische Genre in altmeisterlicher Manier war fortan sein unverwechselbares Markenzeichen. Durch rasch wachsende Beliebtheit bei der Bevölkerung wurden Bufés Graphiken und Kalenderblätter zu Sammelobjekten. Auszeichnungen und Ehrungen (u. a. Bundesverdienstkreuz 1976 und Ehrenbürgerschaft in Rüthen 1981) waren nur äußere Zeichen einer allgemeinen Wertschätzung.

## Werke (Auswahl)
Bilder
- Ölgemälde
- Grisaillen
- Radierungen
- Rötelzeichnungen
- Bleistiftzeichnungen

Über Jahrzehnte wurden die Einladungen zu dem traditionellen Briloner Schnadezug mit Bildern von Eduard Bufé gestaltet. In vielen Häusern hängen Auftragsarbeiten.
| Ort       | Gebäude |
| --------- | --- |
| Belecke   | ehem. Gasthof Stern (Külbe 1) |
| Bonn      | „Em Höttche“ am Rathaus Die Gaststätte wurde, nachdem sie 1944 bei einem Bombenangriff abgebrannt war, im historischen Stil wieder aufgebaut. |
| Dortmund  | „Ratskeller“ Wandbild: Hochzeit des Malers Konrad von Soest (um 1400) auf Goldgrund; im 2. Weltkrieg zerstört; wurde von Bufé als die größte Leistung seines Lebens bezeichnet. |
| Hannover  | „Stadtschänke“ |
| Lippstadt | „Goldener Hahn“ |
| Münster   | „Großer Kiepenkerl“ |
| Münster   | „Pinkus Müller“ In den 1920er Jahren Gestaltung der Kassettendecke der „Meisterstube“ in Form eines Kartenspiels. Die Kartenbilder der Decke zeigen Porträts von Angehörigen der Brauerfamilie Müller, bekannten Münsteranern und Freunden des Hauses. Die Decke ist erhalten, aber durch den Rauch in der Gaststube sehr nachgedunkelt. |
| Münster   | „Ratskeller“ Zwölf Meter lange Fresken, die den Zug der Münsteraner Kaufleute während der Hanse zum Baltikum festhielten; bei dem Text wurde er von Karl Wagenfeld und anderen westfälischen Dichtern beraten (im 2. Weltkrieg zerstört)                                                                                                 |
| Münster   | Gasthaus „Stuhlmacher“ 1937 Gestaltung der Decken des Schankraumes (Hanseaten-Decke) und eines weiteren Gastraums mit Ereignissen der münsterschen Geschichte des Mittelalters (im 2. Weltkrieg zerstört). |
| Münster   | Café Middendorf (Bogenstraße 14/15) (im 2. Weltkrieg zerstört) |
| Rüthen    | „Ratsschänke“ 1954/55 Ausbau und Gestaltung der Gasträume in historisierendem Stil (einschließlich der Schnitzereien, der Ausmalung und der Gobelinarbeiten sowie des schmiedeeisernen Gasthausschildes) |
| Soest     | Traditionsgaststätte „Im Wilden Mann“ |
| Warstein  | „Domschänke“ |

| Ort         | Gebäude                                                                                                 |
| ----------- | --- |
| Brilon      | Stadthalle                                                                                              |
| Brilon      | Gestaltung der Eingangshalle des Rathauses zum 750. Jubiläum                                            |
| Brilon      | Schultenhaus (Alter Steinweg)                                                                           |
| Brilon-Alme | Gestaltung der Freitreppe im Innenhof von Schloss Alme (1962)                                           |
| Rüthen      | Neugestaltung des Pfarrheims Treppenhaus und Eingang, Gestaltung des großen Raumes, Haube auf dem Kamin |
| Rüthen      | Volksbank, Eingangsportal und Inneneinrichtung (letztere nicht mehr vorhanden)                          |
| Rüthen      | Antoniushäuschen am Friedhof (1963)                                                                     |
| Rüthen      | Erweiterung des Ehrenmals auf dem Friedhof                                                              |
| Rüthen      | Haus Bufé am Bahnhof                                                                                    |
| Rüthen      | Haus Schulte-Hötte in Altenrüthen                                                                       |
| Rüthen      | Haus Hage in Hemmern                                                                                    |